# Milorad Pavić (Fußballtrainer)

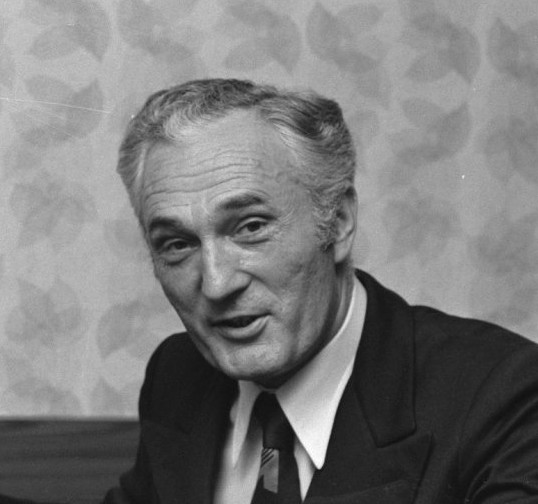
Michel Pavić (1975).

Milorad Pavić, genannt Michel Pavić, (* 11. November 1921 in Valjevo; † 16. August 2005 ebenda) war ein jugoslawischer Fußballtrainer.

## Leben
Milorad Pavić wurde 1921 in Jugoslawien geboren. Dort konnte er den Titel des nationalen Meisters mit Roter Stern Belgrad 1959, 1960 und 1964 gewinnen sowie drei Pokalerfolge 1958, 1959 und 1964 verbuchen.
Später wurde er vom belgischen Club Standard Lüttich verpflichtet. Mit den "Rouches" gewann er zwischen 1964 und 1968  zweimal den belgischen Pokal (1966 und 1967). 1968 wechselte er zum FC Brügge, konnte dort aber nicht ganz die Erwartungen erfüllen und heuerte 1969 bis 1971 beim FC Lüttich an. 
Ab 1971 war er bei spanischen Fußballclubs in Athletic Bilbao, FC Málaga und Celta Vigo und bei den portugiesischen Traditionsvereinen Benfica und Sporting Lissabon unter Vertrag. Nach dem Waterschei-Bestechungsskandal kehrte Pavić 1985 zum Standard Lüttich zurück. Er wurde zwar zwischendurch kurzzeitig durch den Trainer Helmut Graf ersetzt, aber letztendlich folgte 1987 eine Vertragsverlängerung bei Standard.
Der Trainer Pavić galt international als ausgewiesener Taktiker und Anhänger des direkten Kurzpassspiels.